# Paepalanthus weberbaueri
Paepalanthus weberbaueri là một loài thực vật có hoa trong họ Eriocaulaceae. Loài này được Ruhland mô tả khoa học đầu tiên năm 1906.